# Fellodistomum melanostigum
Fellodistomum melanostigum är en plattmaskart. Fellodistomum melanostigum ingår i släktet Fellodistomum och familjen Fellodistomatidae. Inga underarter finns listade i Catalogue of Life.